# Аралбаево (Зилаирский район)
Аралба́ево (баш. Аралбай) — деревня в Зилаирском районе Республики Башкортостан Российской Федерации. Входит в состав Верхнегалеевского сельсовета.

## География

### Географическое положение
Находится на левом берегу реки Сакмары.
Расстояние до:
- районного центра (Зилаир): 76 км,
- центра сельсовета (Верхнегалеево): 3 км,
- ближайшей железнодорожной станции (Сибай): 117 км.

## Население
| 2002 | 2009 | 2010 |
| ---- | ---- | ---- |
| 35   | ↘0   | ↗1   |